# Orden der Barmherzigen Schwestern vom hl. Vinzenz von Paul Freiburg

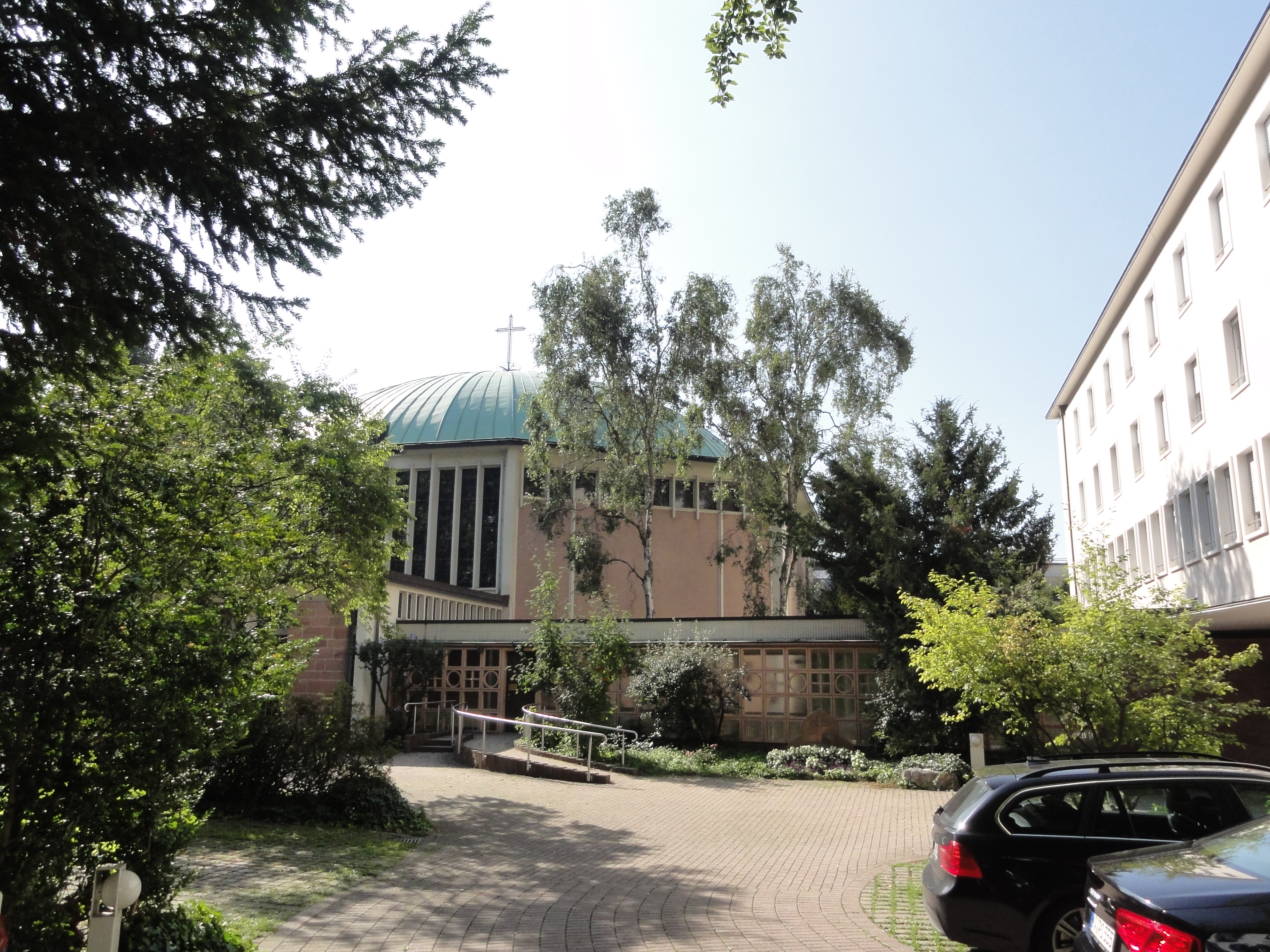
Mutterhauskirche neben dem Mutterhaus

Der Orden der Barmherzigen Schwestern vom hl. Vinzenz von Paul Freiburg ist eine Gesellschaft apostolischen Lebens in der vinzentinischen Familie und Mitglied der Föderation Vinzentinischer Gemeinschaften. Die Freiburger Gemeinschaft, kurz Vinzentinerinnen genannt, wurde 1846 durch Schwestern, die von der Generaloberin Vinzenz Sultzer aus Straßburg entsandt worden waren, gegründet. Sie hat ihr Mutterhaus im Stadtteil Neuburg der Stadt Freiburg im Breisgau. Dort steht auch die Vinzentinerinnenkirche, auch Mutterhauskirche genannt, der Schmerzhaften Muttergottes geweiht.
Die Schwestern waren zunächst mit der Krankenpflege im Universitäts-Spital betraut, das damals in der Nähe des Mutterhauses lag. Verschiedene Überlegungen führten dann zur Errichtung eines eigenen Krankenhauses St. Josef, das 1886 eröffnet werden konnte. 
Die Kongregation war eine der vier Gesellschafterinnen der im Jahr 2000 gegründeten und bis 2020 bestehenden Regionalverbund kirchlicher Krankenhäuser gGmbH (RKK) mit Sitz ebenfalls in Freiburg, zu der das nebenliegende St. Josefskrankenhaus gehört.
Der Orden ist heute noch in der Kranken- und Altenpflege tätig in Heidelberg, Karlsruhe und Freiburg. Im Malteserschloss Heitersheim, das der Orden 1897 erworben hatte, betreiben die Vinzentinerinnen ein Alten- und Pflegeheim für Ordensfrauen, das aber bis 2023 aufgegeben werden soll.